# Chiesa del Gesù (Montepulciano)

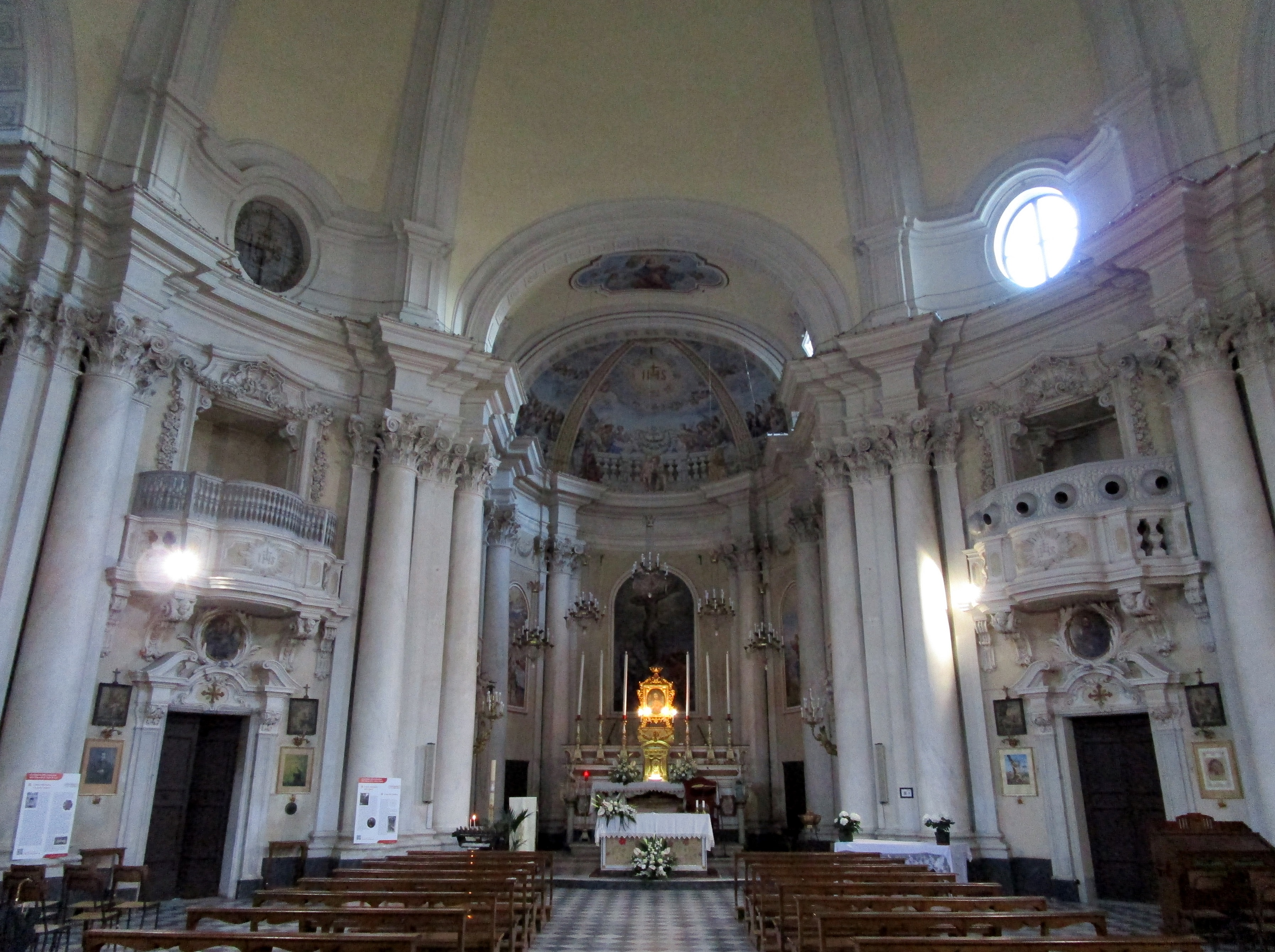
Interno

La chiesa del Gesù si trova a Montepulciano, in provincia di Siena e diocesi di Montepulciano-Chiusi-Pienza.

## Storia
La chiesa fu iniziata nel 1691 da Giovan Battista Origoni (architetto di origine milanese) in forme barocche e venne poco dopo rinnovata su disegno di Andrea Pozzo, per essere infine completata attorno al 1712 da Sebastiano Cipriani, senese.
La chiesa venne consacrata il 28 luglio 1716 dall'allora vescovo di Montepulciano, Francesco Maria Arrighi.
Nel 1988 è stata restaurata la cupola, che minacciava di crollare per via di infiltrazioni d'acqua.

## Interno
La chiesa, a pianta centrale, ha al suo interno tre altari, di cui quello maggiore è dedicato al Santissimo Nome di Gesù, quello di destra alla Madonna delle Tre Ave e quello di sinistra al Sacro Cuore.
Allievo del gesuita Andrea Pozzo, l'artista Antonio Colli dipinse all'interno le finte architetture degli altari laterali e gli affreschi del cupolino, mentre gli stucchi che ornano le pareti sono opera del senese Francesco Notari. Da segnalare anche quattro statue in stucco del senese Bartolomeo Mazzuoli. Nel 1901 il pittore Sallustio Tarugi ornò con pitture l'abside.